# Saint-Fargeau (Yonne)
Pour les articles homonymes, voir Saint-Fargeau.
Saint-Fargeau est une commune française située dans le département de l'Yonne en région Bourgogne-Franche-Comté.
Ses habitants sont appelés les Fargeaulais et Fargeaulaises.

## Géographie

### Situation
La ville est dans le sud-ouest du département de l'Yonne, au cœur de la région naturelle de la Puisaye, sur la route D 945 de Bonny-sur-Loire (20 km au sud-ouest) à Auxerre (40 km au nord-est). Toucy est à 20 km au nord-est, Briare à 25 km à l'ouest, Gien à 35 km à l'ouest également (toutes distances indiquées à vol d'oiseau),.
La commune est limitrophe, au sud, du département de la Nièvre, et le département du Loiret est à 9 km à l'ouest.
Le sud de la commune inclut une partie du parc du domaine de Boutissaint.

### Routes
Outre la D 945 déjà citée qui circule dans le sens nord-est/sud-ouest, la départementale D 90 part vers le nord-ouest et vers Châtillon-Coligny (31 km), et la D 85 part vers l'est et vers Ouanne et vers la N 151 (2 360 km) - la N 151 relie Auxerre au nord à Varzy au sud et au-delà à Nevers par la D 977).
L'autoroute la plus proche est la A77 le long de la Loire, avec la sortie no 21 à Bonny-sur-Loire.

### Hydrographie
Saint-Fargeau est sur la rive gauche du Loing, qui coule vers le nord-ouest. Deux petits cours d'eau viennent du sud pour confluer avec le Loing à Saint-Fargeau : le ru du Bourdon et le ru du Talon. Au nord du bourg, le ru de Septfonts, qui prend naissance à l'étang des Foltiers mitoyen entre Ronchères et Saint-Fargeau, marque une partie de la limite est avec Ronchères. De nombreux étangs sont dispersés sur la commune.

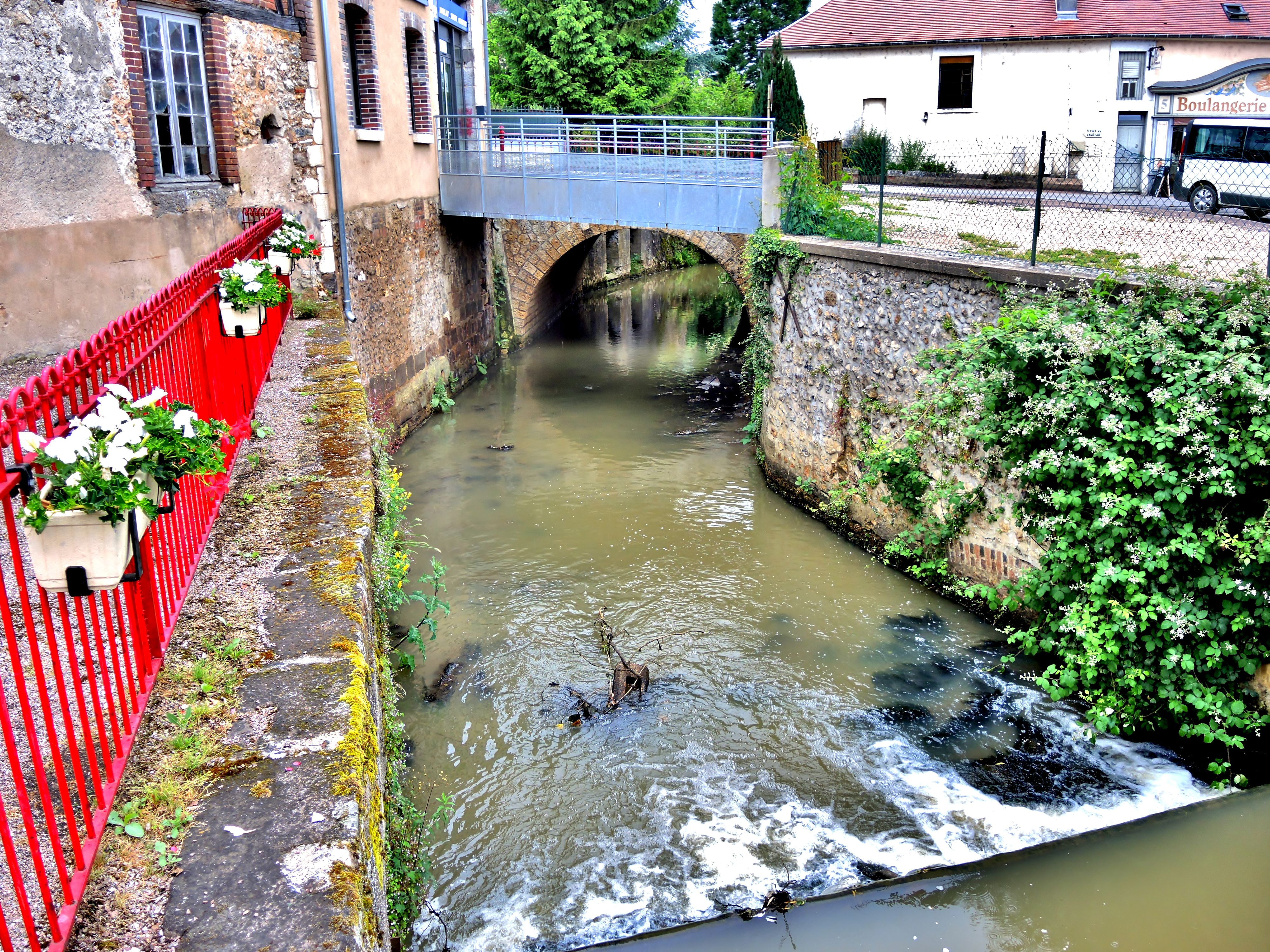
Le ru du Bourdon au centre-ville

La plus grande partie du lac du Bourdon se trouve dans le sud-est de la commune.

### Communes limitrophes et commune associée
La commune est associée avec celle de Septfonds.

### Climat
Pour des articles plus généraux, voir Climat de la Bourgogne-Franche-Comté et Climat de l'Yonne.
En 2010, le climat de la commune est de type climat océanique dégradé des plaines du Centre et du Nord, selon une étude du Centre national de la recherche scientifique s'appuyant sur une série de données couvrant la période 1971-2000. En 2020, Météo-France publie une typologie des climats de la France métropolitaine dans laquelle la commune est exposée à un climat océanique altéré et est dans la région climatique  Centre et contreforts nord du Massif Central, caractérisée par un air sec en été et un bon ensoleillement.
Pour la période 1971-2000, la température annuelle moyenne est de 10,9 °C, avec une amplitude thermique annuelle de 15,8 °C. Le cumul annuel moyen de précipitations est de 772 mm, avec 12 jours de précipitations en janvier et 7,5 jours en juillet. Pour la période 1991-2020, la température moyenne annuelle observée sur la station météorologique de Météo-France la plus proche, « Saint Privé », sur la commune de Saint-Privé à 7 km à vol d'oiseau, est de 11,3 °C et le cumul annuel moyen de précipitations est de 769,7 mm. 
La température maximale relevée sur cette station est de 41,8 °C, atteinte le 25 juillet 2019 ; la température minimale est de −15,5 °C, atteinte le 19 décembre 2009,,.
Les paramètres climatiques de la commune ont été estimés pour le milieu du siècle (2041-2070) selon différents scénarios d'émission de gaz à effet de serre à partir des nouvelles projections climatiques de référence DRIAS-2020. Ils sont consultables sur un site dédié publié par Météo-France en novembre 2022.

## Urbanisme

### Typologie
Au 1er janvier 2024, Saint-Fargeau est catégorisée bourg rural, selon la nouvelle grille communale de densité à sept niveaux définie par l'Insee en 2022.
Elle est située hors unité urbaine et hors attraction des villes,.

### Occupation des sols
L'occupation des sols de la commune, telle qu'elle ressort de la base de données européenne d’occupation biophysique des sols Corine Land Cover (CLC), est marquée par l'importance des territoires agricoles (50,9 % en 2018), une proportion identique à celle de 1990 (50,9 %). La répartition détaillée en 2018 est la suivante : 
forêts (44 %), terres arables (29,2 %), prairies (18,6 %), zones agricoles hétérogènes (3,1 %), eaux continentales (2,5 %), zones urbanisées (1,6 %), zones industrielles ou commerciales et réseaux de communication (0,5 %), espaces verts artificialisés, non agricoles (0,5 %). L'évolution de l’occupation des sols de la commune et de ses infrastructures peut être observée sur les différentes représentations cartographiques du territoire : la carte de Cassini (XVIIIe siècle), la carte d'état-major (1820-1866) et les cartes ou photos aériennes de l'IGN pour la période actuelle (1950 à aujourd'hui).

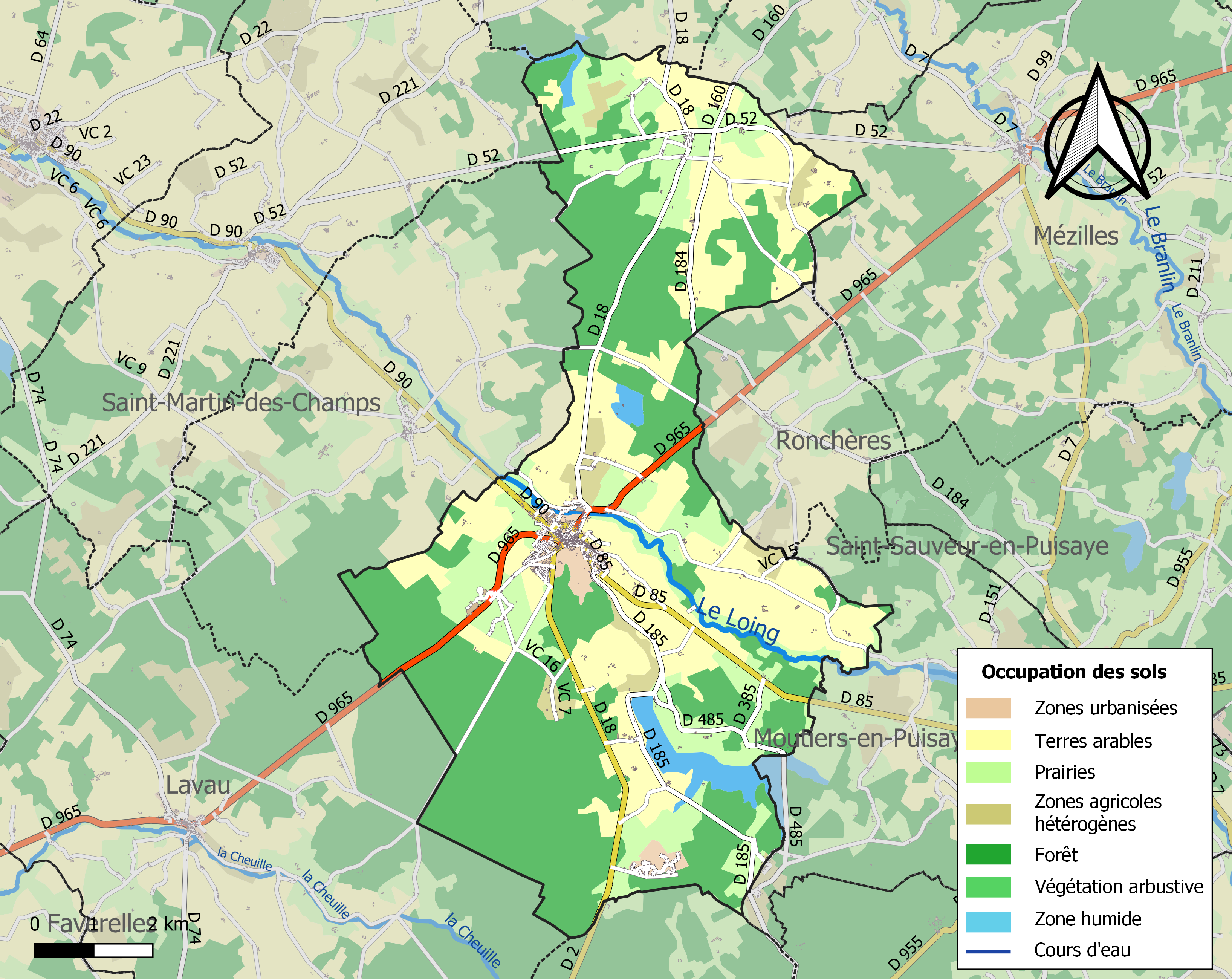
Carte des infrastructures et de l'occupation des sols de la commune en 2018 (CLC).

## Histoire de Saint-Fargeau
La première mention d'un Sanctus Ferreolum date du IVe siècle, mais des travaux ont exhumé quelques bijoux gallo-romains autour de l'actuelle église. Vers 600, on trouve l'appellation : Ferrolas, puis en 683 : Sanctus Ferreolus.
Saint Ferréol et saint Ferjeux (Fargeau ? cf. Saint-Fargeol), seraient deux frères, l'un prêtre (ou même évêque) et l'autre diacre, qui sont considérés comme les premiers évangélisateurs de la Franche-Comté (fin du IIe siècle). Ils meurent martyrs et décapités le 10 juin 212, selon l'historien Grégoire de Tours. Il est possible que ce patronage ait été choisi à cause de leur nom (Ferreolus, homme de fer, en latin), mis en rapport avec l'industrie ferrière de la région.

### Moyen Âge
Avant l'an mil, l'évêque d'Auxerre Héribert (ou Herbert), demi-frère d'Hugues Capet (roi de France) par son père Hugues le Grand, fait construire à Saint-Fargeau et à Toucy un rendez-vous de chasse fortifié. À la mort d'Héribert, Saint-Fargeau devient un lieu qualifié d'hostile à l'évêché d'Auxerre, avant de passer dans la maison des barons de Toucy qui deviennent ainsi seigneurs de Puisaye.[réf. nécessaire]
La guerre de Cent Ans (1337-1453) ravage la contrée et Robert Knolles, capitaine de guerre anglais basé à Malicorne, pille la ville. En 1411, le château de Saint-Fargeau est pris grâce à des « bouches à feu » (canons) qui réussissent à créer une brèche dans ses remparts. En 1420, nouvel assaut victorieux des Anglais.
Saint-Fargeau voit passer Jeanne d'Arc deux fois, discrètement à l'aller vers Chinon, puis en grande pompe au retour, à la tête de l'armée royale.
Jacques Cœur, qui achète Saint-Fargeau le 15 février 1450 à Jean, Guillaume et Boniface de Montferrat, en est dépossédé un an après lors de son procès. C'est son juge Antoine de Chabannes qui rachète à bas prix Saint-Fargeau et presque toute la Puisaye. Il remodèle le château et la ville, et doit affronter bien des ennuis politico-juridiques avec un retour de propriété du château à Geoffroy Cœur, fils de Jacques Cœur, jusqu'à sa mort en 1488. Pour conserver Saint-Fargeau, son fils Jean de Chabannes offre à la veuve Cœur 10 000 écus d'or et une rente de 400 livres tournois.

### Époque moderne
Une des filles de Jean de Chabannes, Antoinette de Chabannes, ayant épousé en 1515 René d'Anjou-Mézières, fils de Louis d'Anjou-Mézières, bâtard du comte Charles IV du Maine, leur fils Nicolas d'Anjou-Mézières, marquis de Mézières, obtint l'érection en comté de « Saint-Fargeau et des pays de Puisaie » (dont faisait partie la ville de Saint-Fargeau) par lettres patentes de février 1541 (ou 1542, nouveau style).
Saint-Fargeau passe dans la famille royale quand la fille de Nicolas, Renée d'Anjou-Mézière, épouse François de Bourbon-Montpensier en 1566 et que Henri III érige cette terre en duché-pairie. Sa petite-fille Marie de Bourbon-Montpensier épouse en 1626 le frère de Louis XIII, Gaston de France, créé duc d'Orléans à cette occasion ; mais elle meurt l'année suivante, ayant donné naissance à une fille unique, Anne-Marie-Louise d'Orléans, « la Grande Mademoiselle » (1627-1693), cousine de Louis XIV.
La fronde opposant les deux cousins, la grande Mademoiselle est exilée en 1652 à Saint-Fargeau (tandis que son père est exilé à Blois), et elle y fait exécuter de grands travaux par Le Vau ; le château prend alors en quasi-totalité son aspect actuel.
Après la mort sans enfant de la grande Mademoiselle (1693), son mari le duc de Lauzun vend la terre en 1714 au financier Antoine Crozat, qui la revend l'année suivante à Michel-Robert Le Peletier des Forts, ancien contrôleur général des finances, pour 500 000 livres. Celui-ci fait confirmer le comté en sa faveur en 1718. En 1752, un incendie ravage le château et une partie du bourg.

### Révolution et post-Révolution
La quatrième génération est représentée par Louis-Michel Le Peletier de Saint-Fargeau, président à mortier au parlement qui devient député sous la Convention puis "montagnard" et vote la mort du roi. Il est assassiné le 20 janvier 1793, veille de l'exécution de Louis XVI. En 1850, un nouvel incendie endommage le château ; ses héritiers font reconstruire une aile, et la grande demeure passe par alliance, de génération en génération, aux Le Peletier de Mortefontaine, aux marquis de Boisgelin, à la famille Anisson du Perron, puis aux Ormesson, lesquels se voient contraints de revendre le château ; ceci donnera lieu à l'écriture, par Jean d'Ormesson (son quintaïeul maternel étant Louis-Michel Le Peletier), du célèbre roman Au plaisir de Dieu.
Saint-Fargeau fut chef-lieu du district de Saint-Fargeau de 1790 à 1795.
Au cours de la Révolution française, la commune fut provisoirement renommée Le Peletier.

### XXesiècle
En 1972, la commune absorbe celles voisines de Lavau, Ronchères, Saint-Martin-des-Champs, Sepftonds et Mézilles ; en 1976, Lavau, Saint-Martin-des-Champs et Mézilles reprennent leur indépendance ; en 1998, Ronchères redevient commune à part entière. Ainsi, seule Septfonds reste aujourd'hui une commune déléguée à Saint-Fargeau, possédant néanmoins toujours une mairie annexe.
Aujourd'hui, le château est en réhabilitation après son sauvetage par la famille Guyot, qui en a fait le décor d'un célèbre spectacle historique (son et lumière).

## Politique et administration

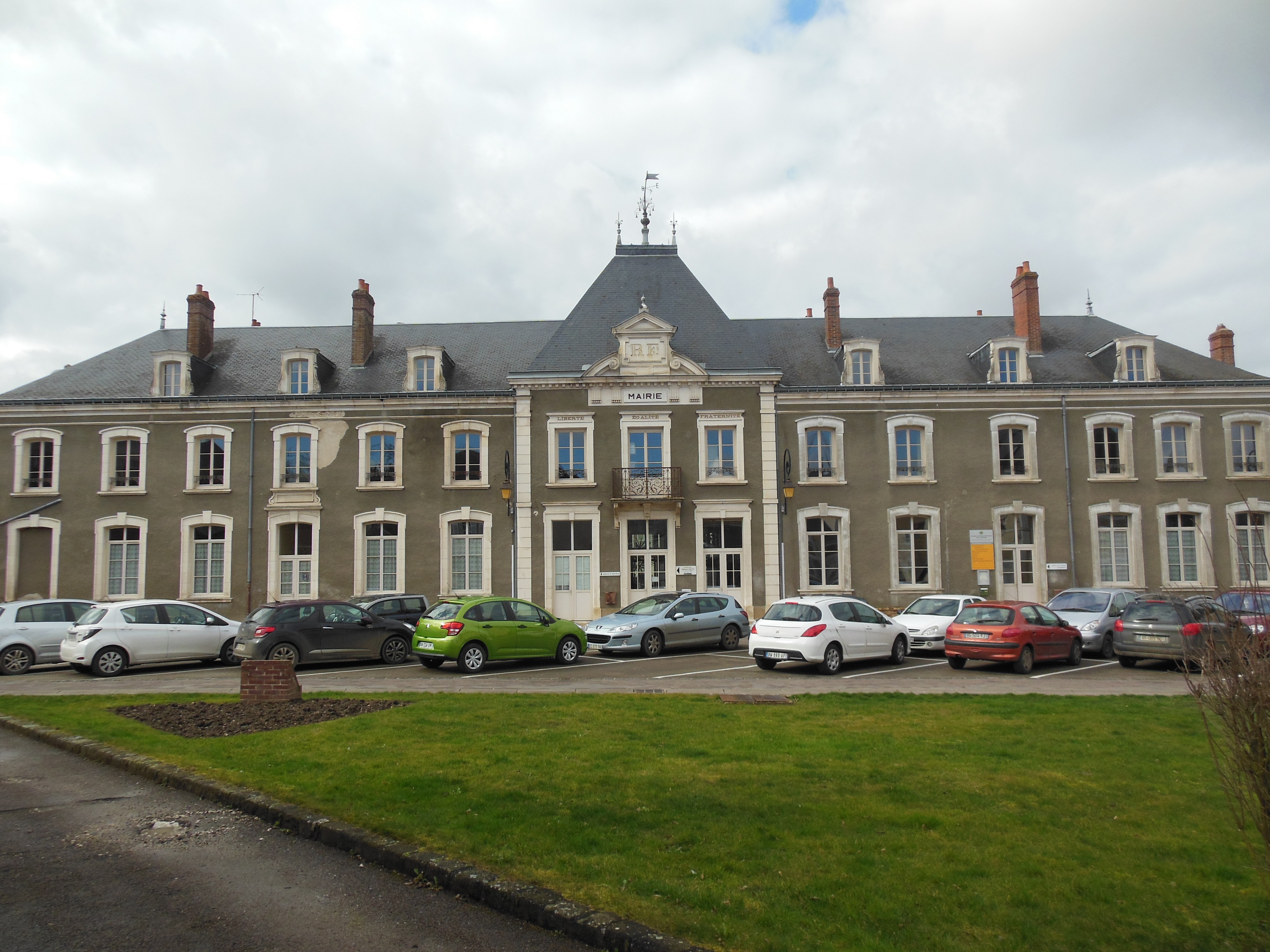
Hôtel de ville.

### Liste des maires
| Période   | Période  | Identité              | Étiquette   | Qualité                                                                   |
| --------- | -------- | --------------------- | ----------- | ------------------------------------------------------------------------- |
| 1831      |          | Louis Frémy           |             |                                                                           |
| 1983      | 2008     | Pierre Bordier        | DL puis UMP | Docteur vétérinaire - Conseiller général (1982-2015) Sénateur (2004-2014) |
| mars 2008 | mai 2020 | Jean Joumier          | UMP-LR      |                                                                           |
| mai 2020  | En cours | Dominique Charpentier | SE          |                                                                           |

### Jumelages
Hermeskeil (Allemagne), voir le site de Hermeskeil (en)
- Le Site du Jumelage avec Hermeskeil

## Population et société

### Démographie
L'évolution du nombre d'habitants est connue à travers les recensements de la population effectués dans la commune depuis 1793. Pour les communes de moins de 10 000 habitants, une enquête de recensement portant sur toute la population est réalisée tous les cinq ans, les populations de référence des années intermédiaires étant quant à elles estimées par interpolation ou extrapolation. Pour la commune, le premier recensement exhaustif entrant dans le cadre du nouveau dispositif a été réalisé en 2004.

En 2022, la commune comptait 1 466 habitants, en évolution de −10,39 % par rapport à 2016 (Yonne : −1,95 %, France hors Mayotte : +2,11 %).
| 1793  | 1800  | 1806  | 1821  | 1831  | 1836  | 1841  | 1846  | 1851  |
| ----- | ----- | ----- | ----- | ----- | ----- | ----- | ----- | ----- |
| 1 915 | 2 000 | 1 617 | 2 033 | 2 132 | 2 251 | 2 348 | 2 430 | 2 489 |

| 1856  | 1861  | 1866  | 1872  | 1876  | 1881  | 1886  | 1891  | 1896  |
| ----- | ----- | ----- | ----- | ----- | ----- | ----- | ----- | ----- |
| 2 432 | 2 587 | 2 849 | 2 672 | 2 584 | 2 583 | 2 642 | 2 615 | 2 579 |

| 1901  | 1906  | 1911  | 1921  | 1926  | 1931  | 1936  | 1946  | 1954  |
| ----- | ----- | ----- | ----- | ----- | ----- | ----- | ----- | ----- |
| 2 573 | 2 390 | 2 248 | 2 061 | 2 089 | 1 987 | 1 881 | 1 831 | 1 636 |

| 1962  | 1968  | 1975  | 1982  | 1990  | 1999  | 2004  | 2006  | 2009  |
| ----- | ----- | ----- | ----- | ----- | ----- | ----- | ----- | ----- |
| 1 619 | 1 681 | 3 293 | 1 912 | 1 884 | 1 814 | 1 693 | 1 660 | 1 798 |

| 2014  | 2019  | 2022  | - | - | - | - | - | - |
| ----- | ----- | ----- | - | - | - | - | - | - |
| 1 648 | 1 495 | 1 466 | - | - | - | - | - | - |

L’évolution démographique présente un pic marqué au recensement de 1975, qui ne correspond pas à une croissance naturelle mais à une modification temporaire des limites communales. En effet, par arrêté du 1er décembre 1972, Saint‑Fargeau a été fusionnée par association avec les communes de Lavau, Mézilles, Ronchères, Saint‑Martin‑des‑Champs et Septfonds. Ces regroupements ont été partiellement annulés au 1er janvier 1977, date à laquelle Lavau, Mézilles et Saint‑Martin‑des‑Champs retrouvent leur autonomie ; Ronchères demeure rattachée jusqu’au 1er janvier 1999, où elle redevient également une commune distincte

### Enseignement

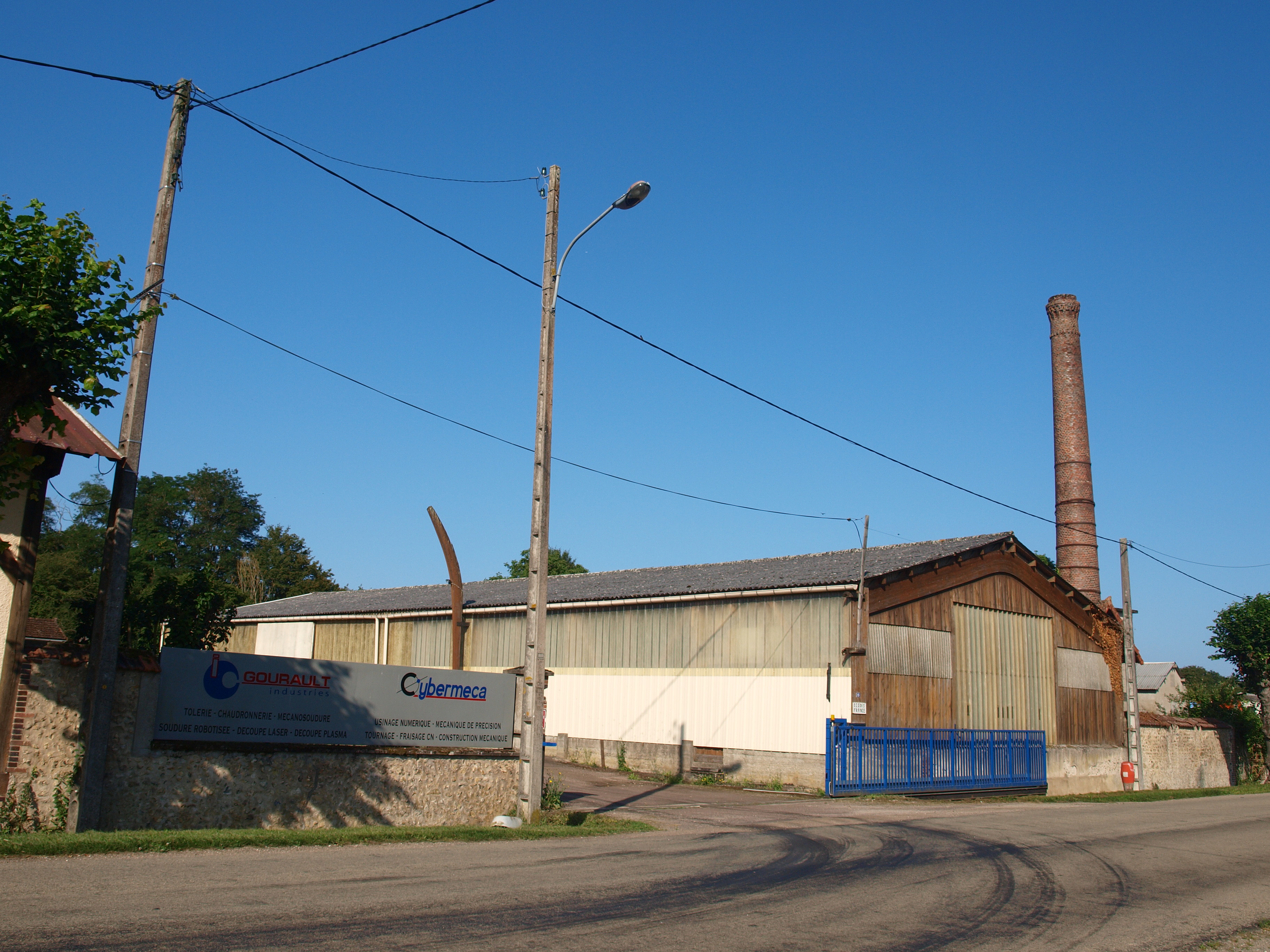
Usine.

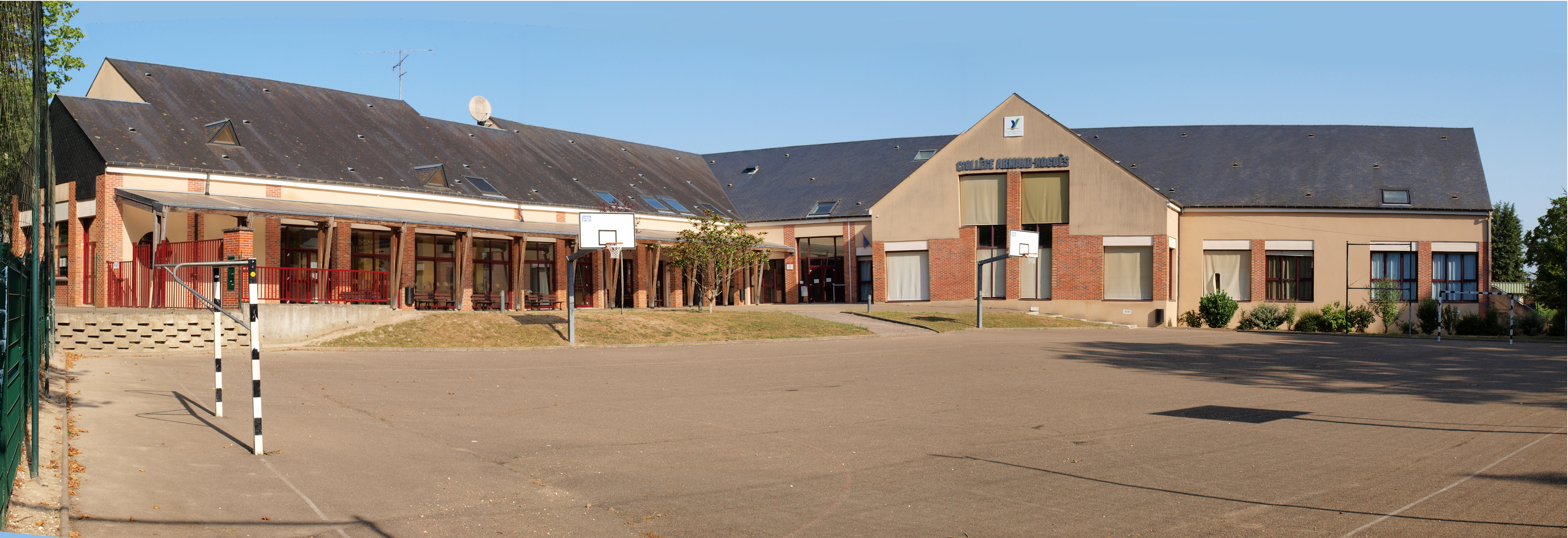
Collège Armand-Noguès.

## Économie
Plusieurs industries de taille moyenne maintiennent une activité économique florissante au sein de la commune.

## Cadre de vie
Saint-Fargeau est labellisée Cités de Caractère de Bourgogne-Franche-Comté.

## Culture et patrimoine

### Lieux et monuments
Châteaux

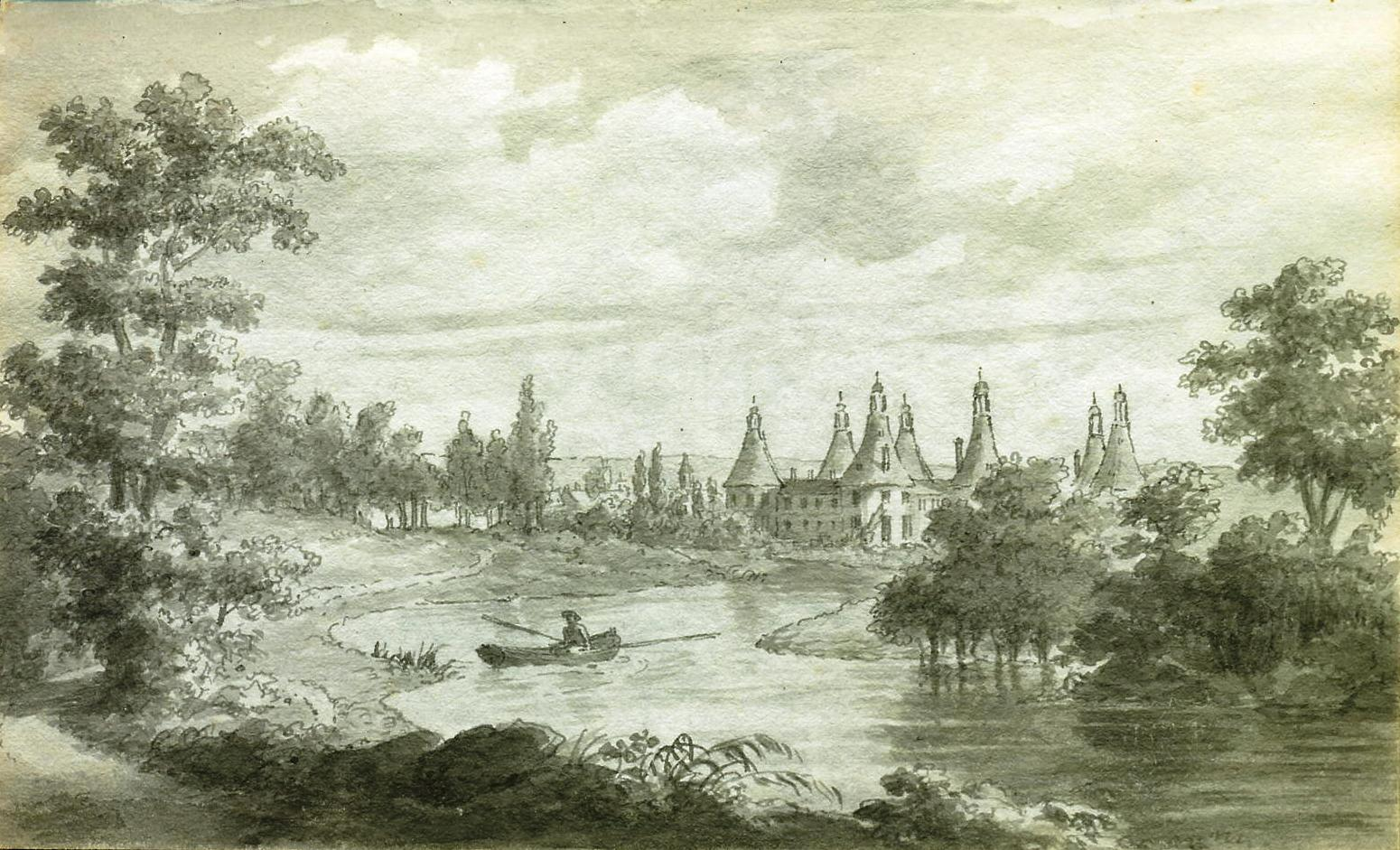
Parc de Saint-Fargeau, dessin par Constance Lézurier de la Martel, 1806 (coll. privée).

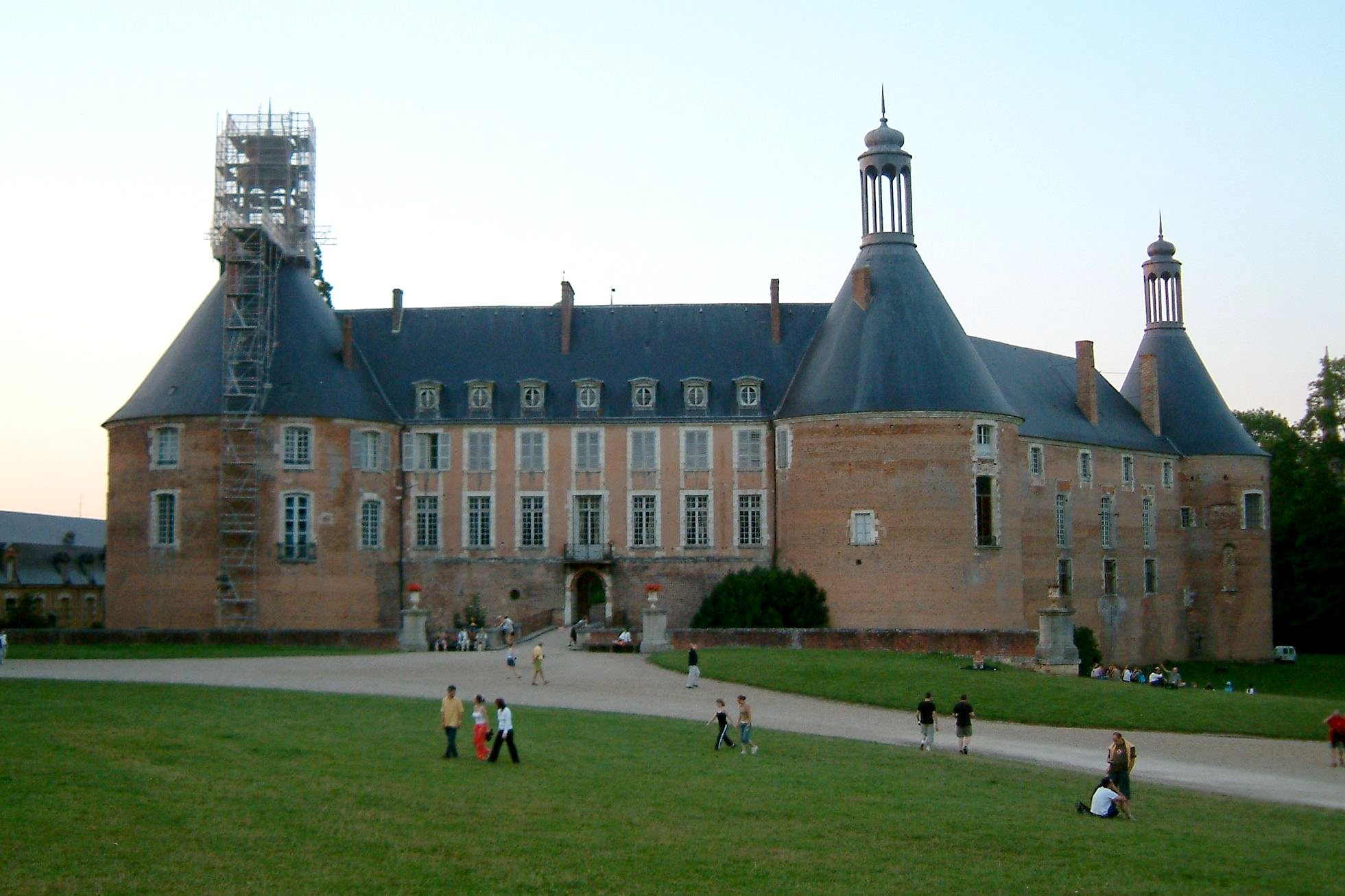
Château de Saint-Fargeau.

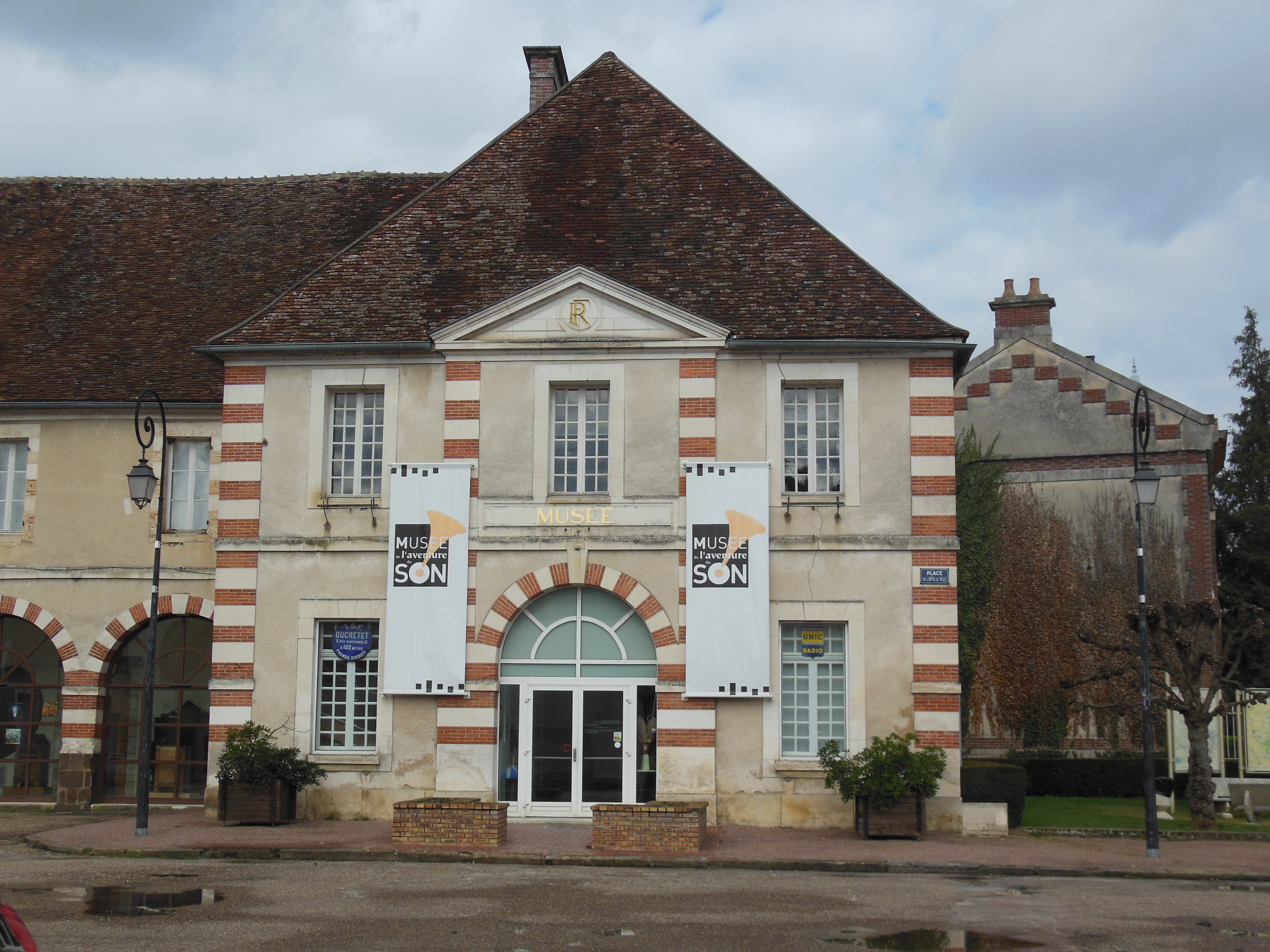
Musée du Son.

- Château de Saint-Fargeau datant du Xe siècle et reconstruit aux XVe et XVIIe siècles, comprenant une chapelle avec caveau de la famille Le Pelletier et son musée-ferme du XIXe siècle.

Château de Saint-Fargeau
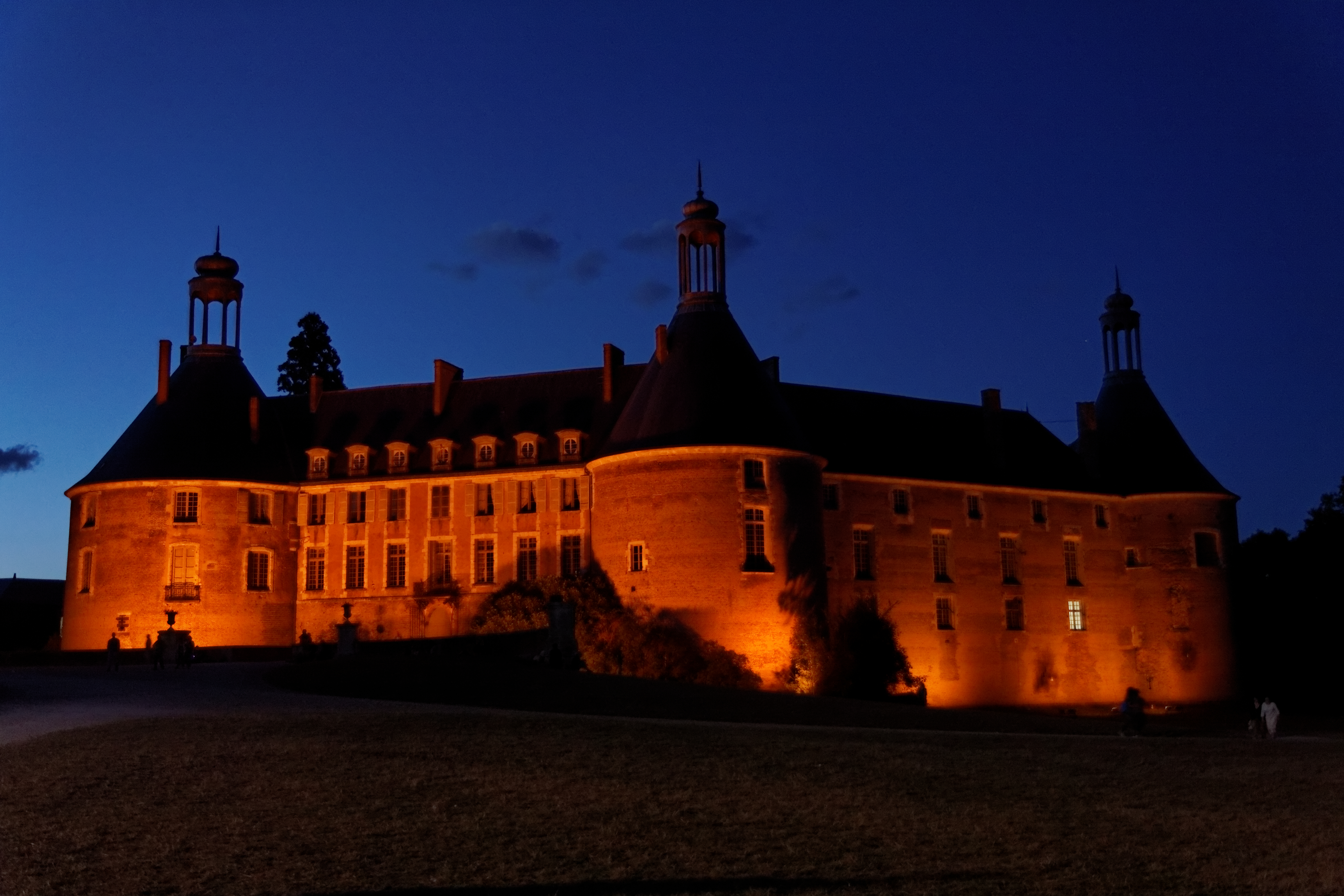
Château de Saint-Fargeau
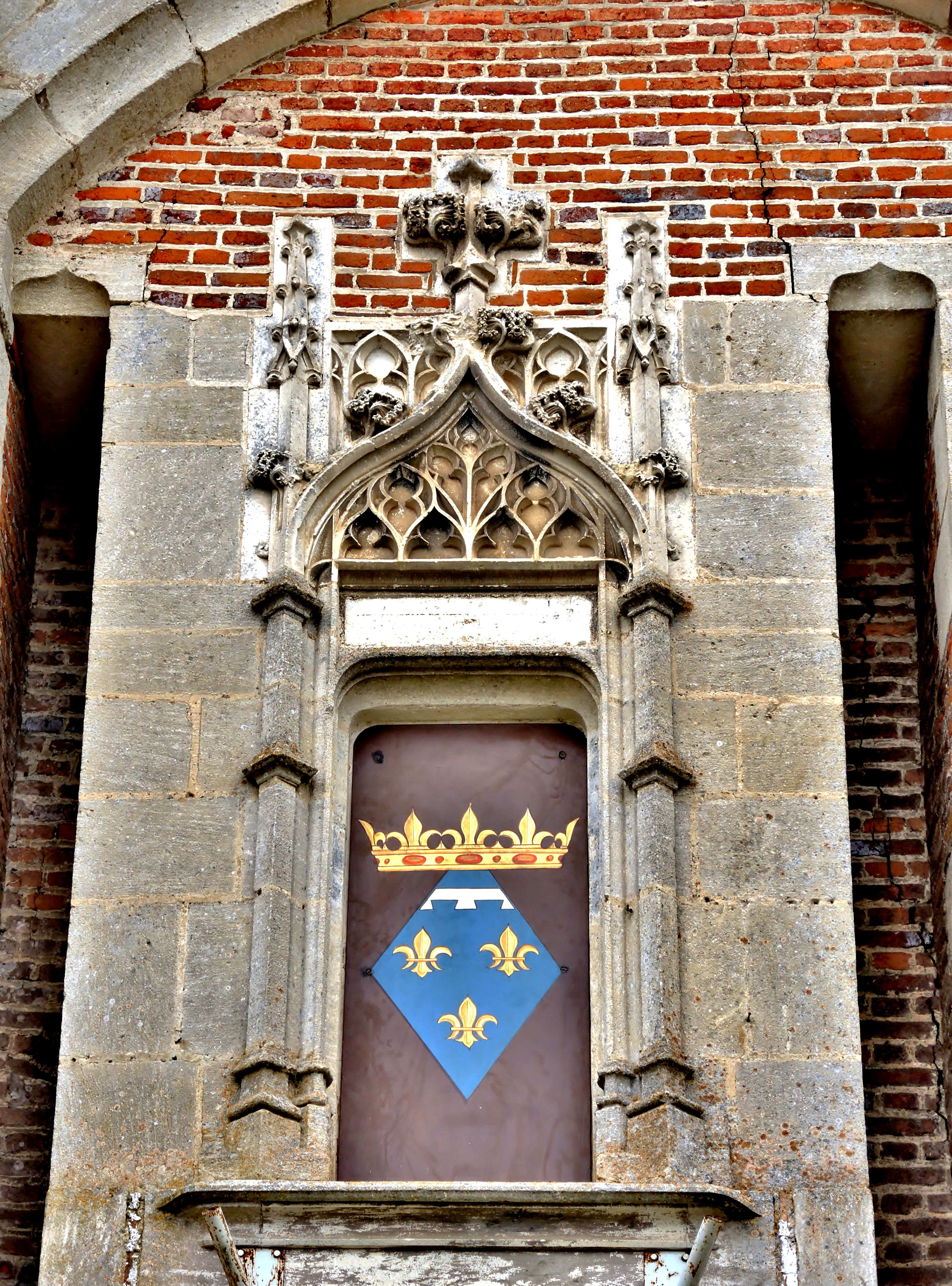
Blason au-dessus de l'entrée
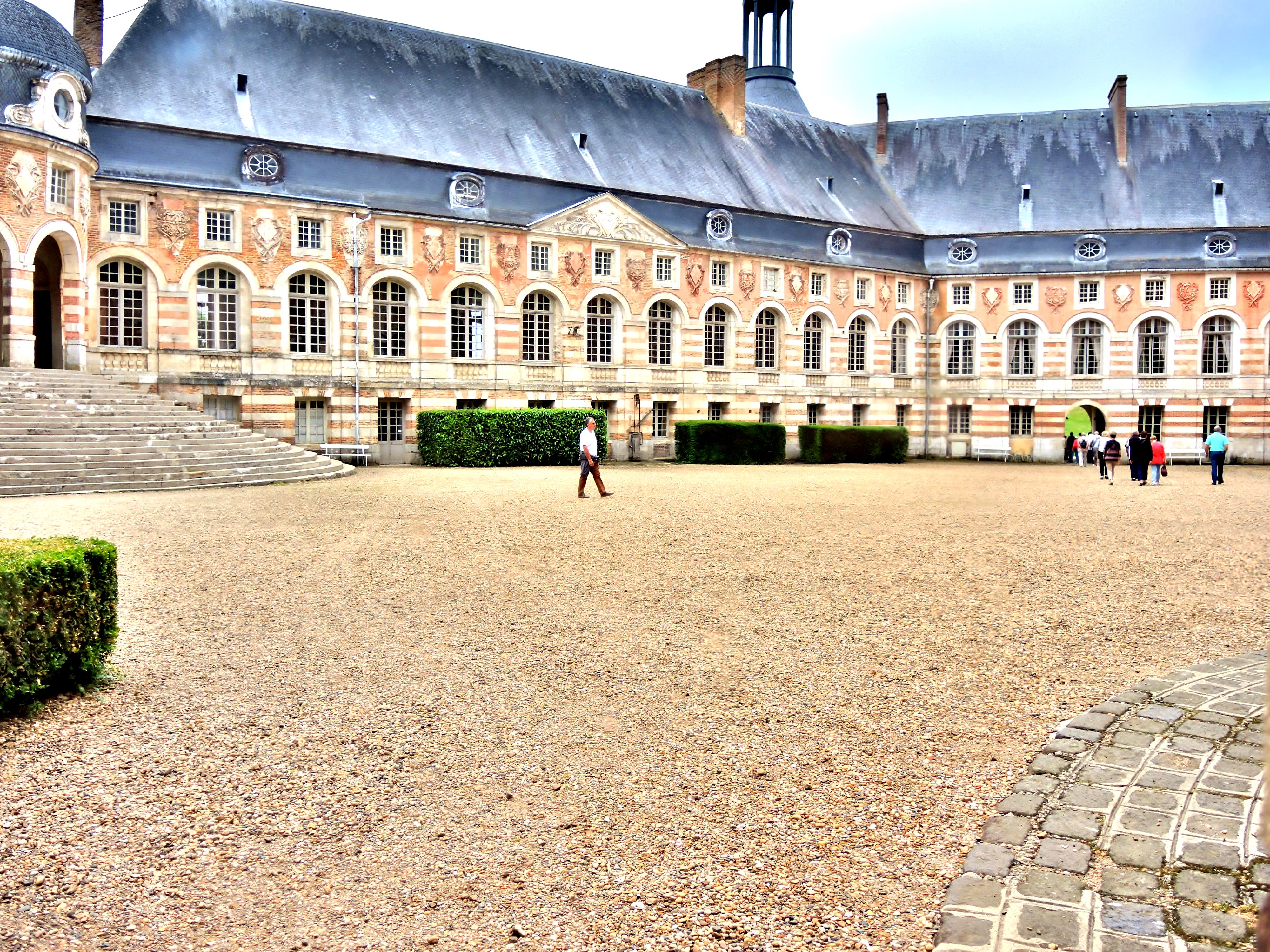
Cour intérieure et bâtiments

- Château de Dannery à Septfonds (Yonne).

Églises et couvent
- L'église Saint-Ferréol, dont la construction au 4e quart XIIIe siècle est attribuée au comte de Bar, classée en avril 1907, elle contient de nombreux objets et mobiliers classés dont : un triptyque du 4e quart XVe siècle ; la Crucifixion, la Descente de croix, la Mise au tombeau, la Résurrection, du 4e quart XVe siècle (classé monument historique au titre objet, 1992) et une pietà entourée d'anges, peinture à l'huile sur toile d'influence flamande, du XVIe siècle (classé monument historique au titre objet, 1992).
- Église de Septfonds de Saint-Fargeau
- Église Saint-Fiacre de Ronchères
- Église de Saint-Martin-des-Champs de Saint-Fargeau
- La chapelle Sainte-Anne et ses peintures à fresques : L'entrée du Christ à Jérusalem, la Crucifixion.
- Ancien couvent des augustins (mairie actuelle).

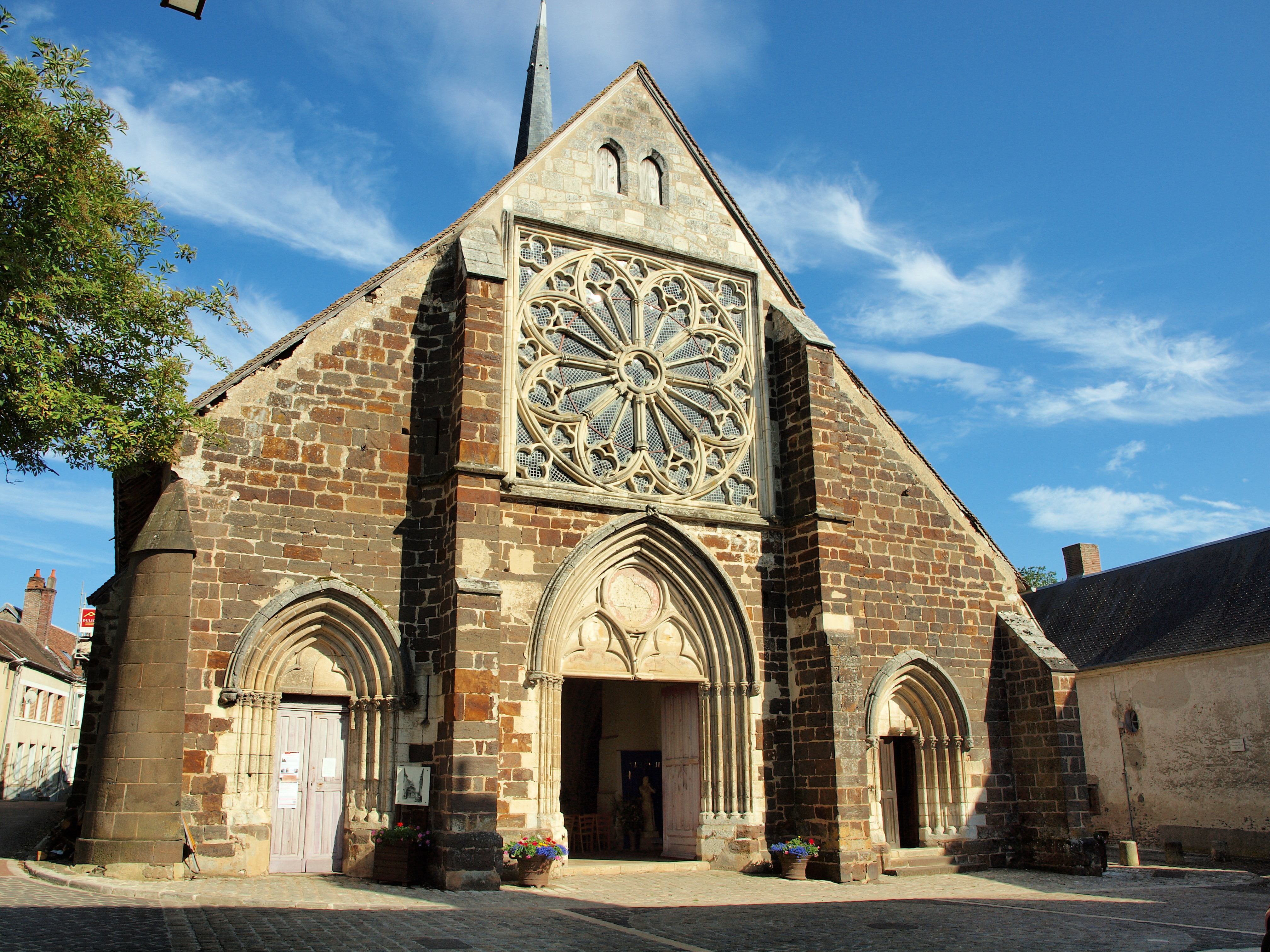
Église Saint-Ferréol
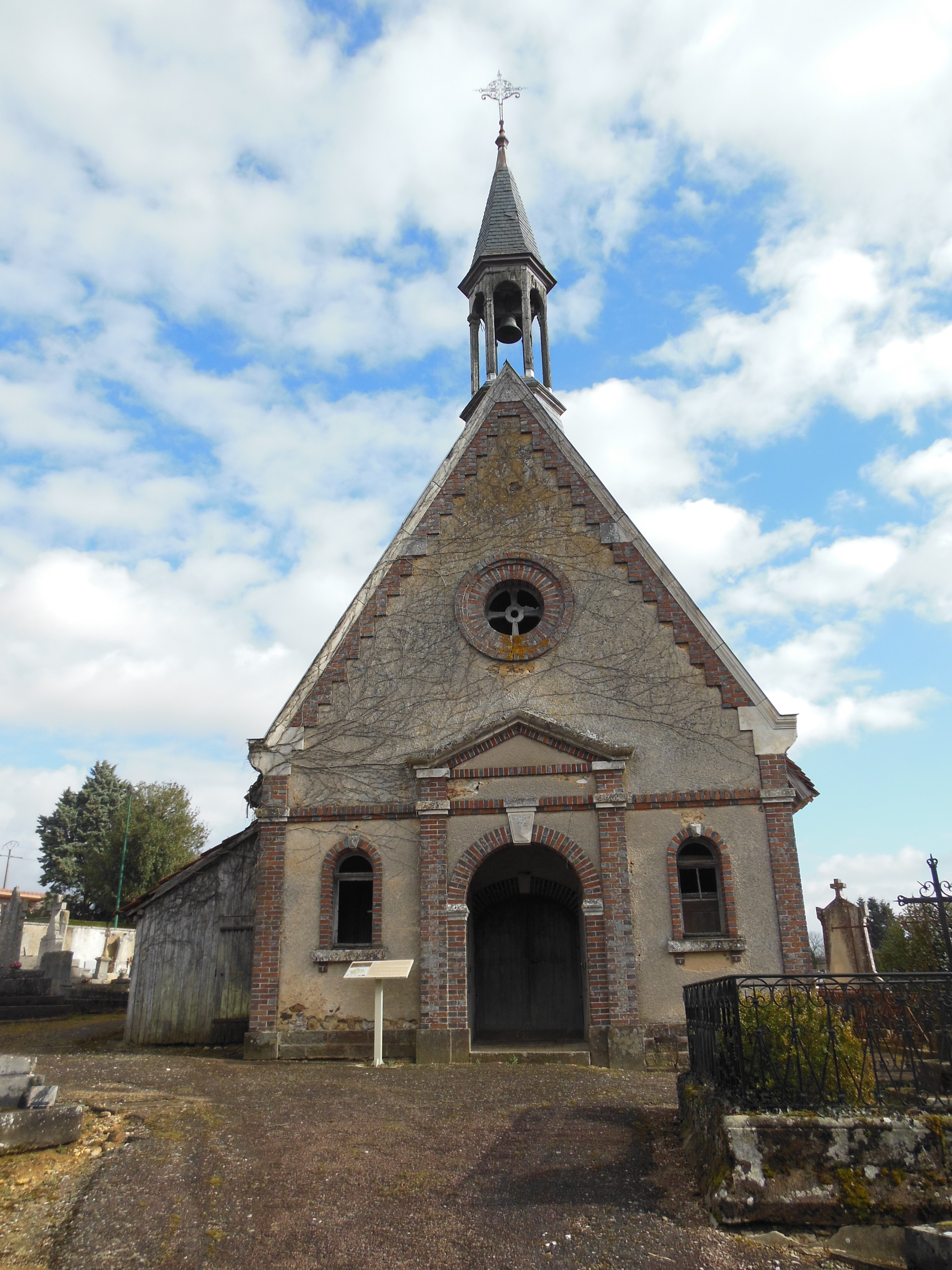
Chapelle Sainte-Anne
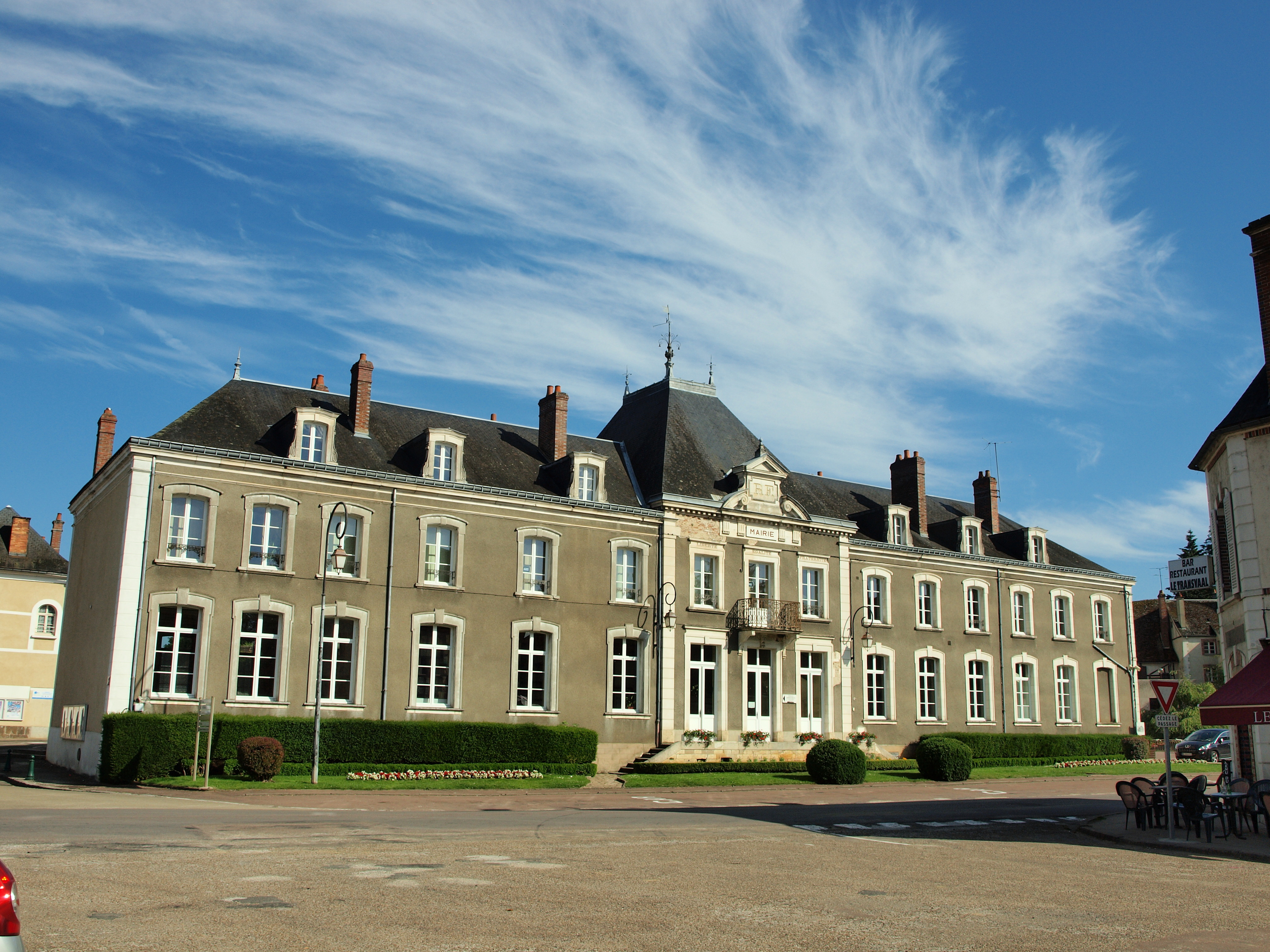
Ancien couvent des augustins (mairie actuelle).

Monuments civils

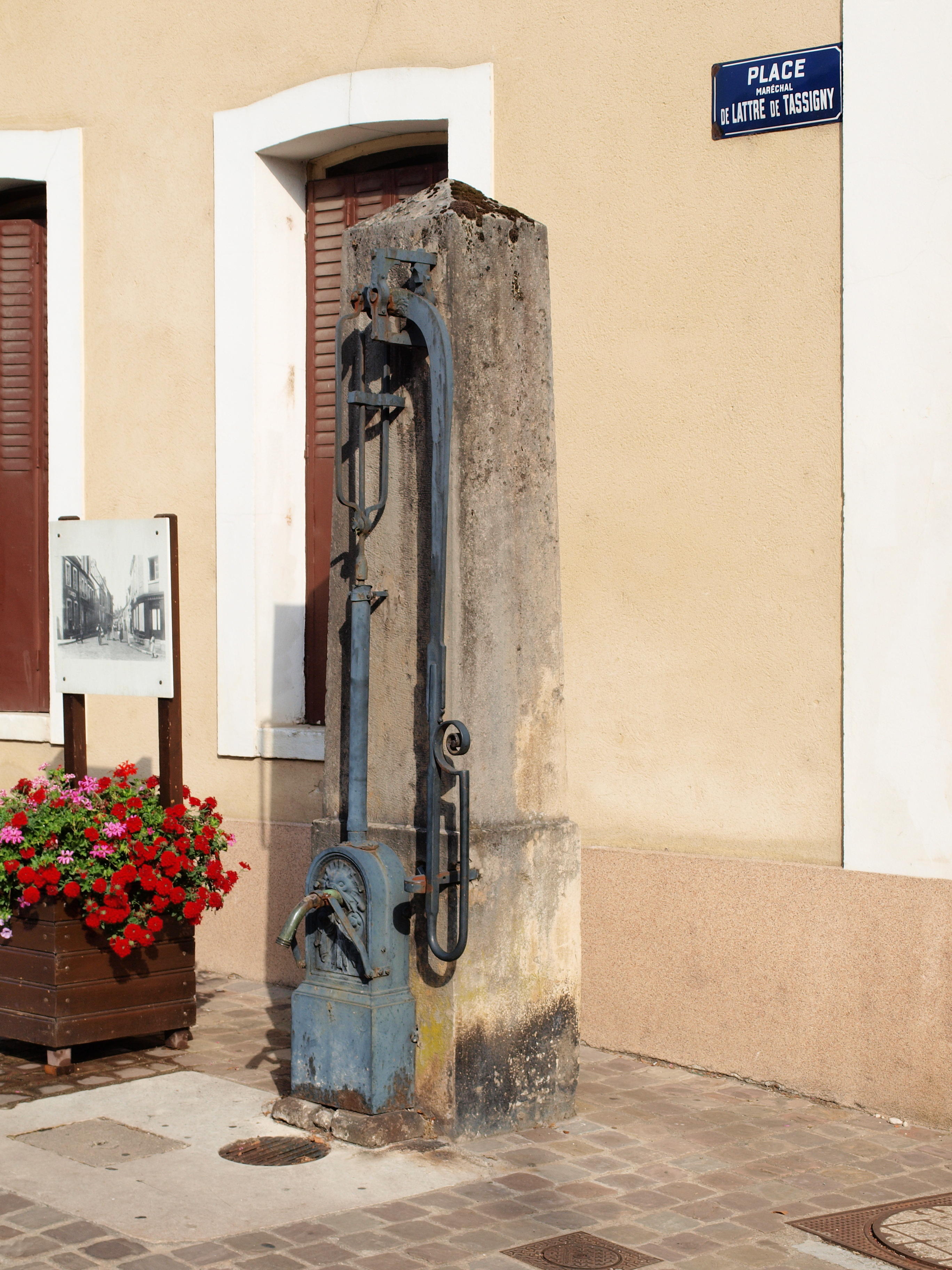
Pompe sur la place De-Lattre-de-Tassigny.

- La « tour de l'Horloge » ou beffroi, classé MH, est un édifice fortifié à l'une des anciennes portes de la ville. Il est surmonté par un clocheton restauré dans les années 2000, en en faisant une copie exacte rendue obligatoire par son très mauvais état de conservation. Sa charpente, incluant une succession d'enrayures aboutissant à u plan octogonal, est particulièrement élaborée et un témoin remarquable su savoir-faire de l'époque[25].
- Musée de l'Aventure du Son.
- Maison de la Puisaye.

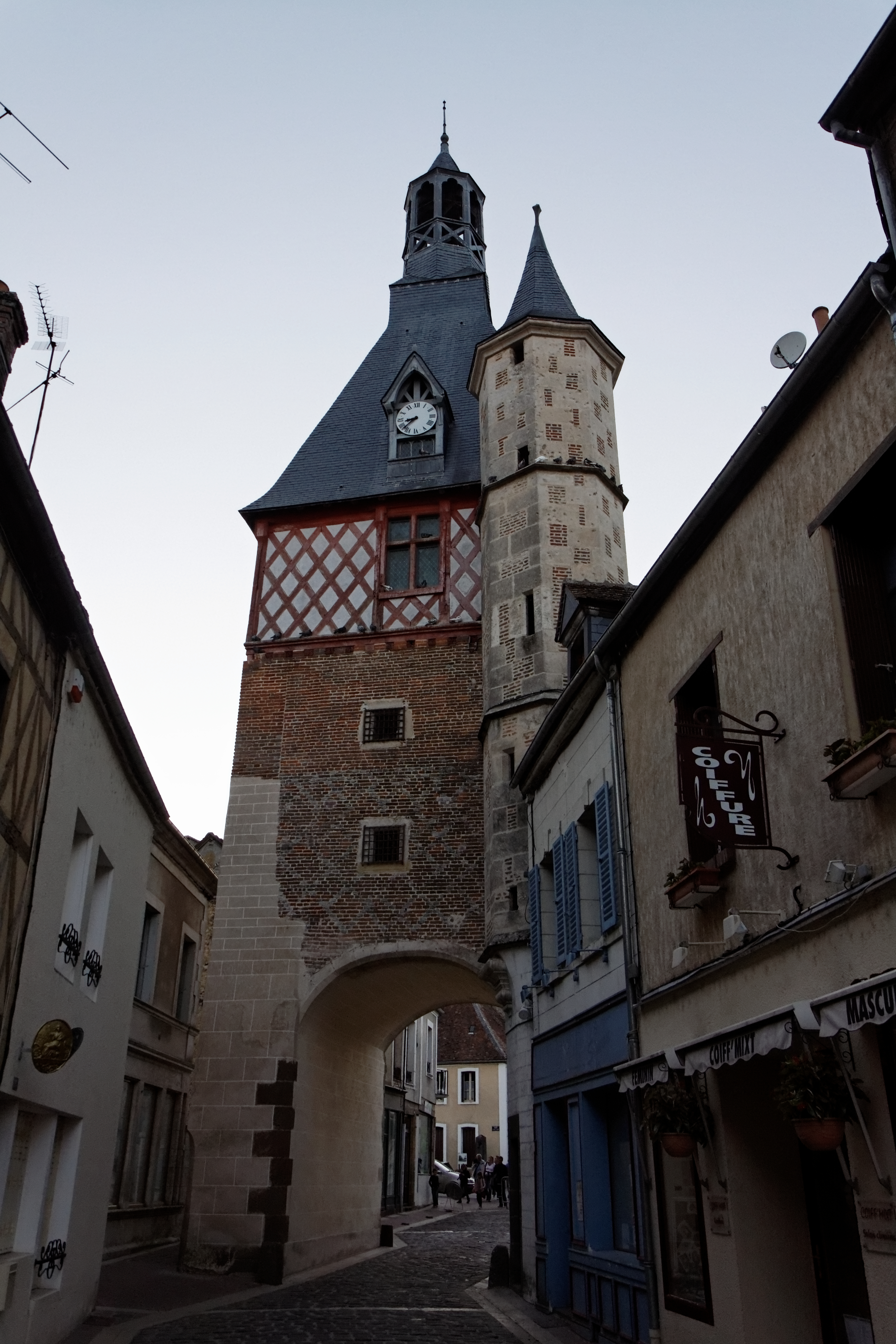
Tour de l'Horloge (beffroi)
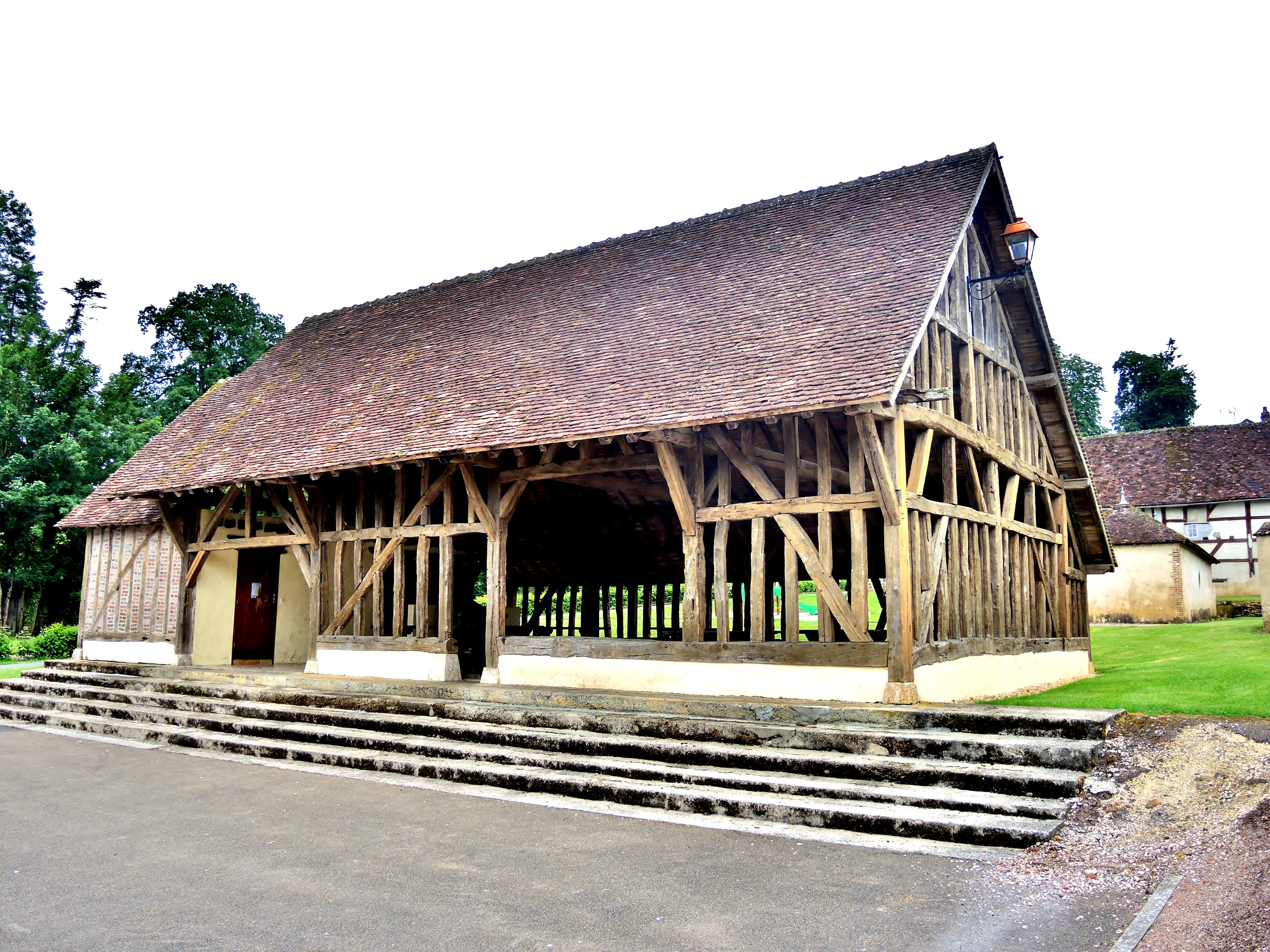
La halle
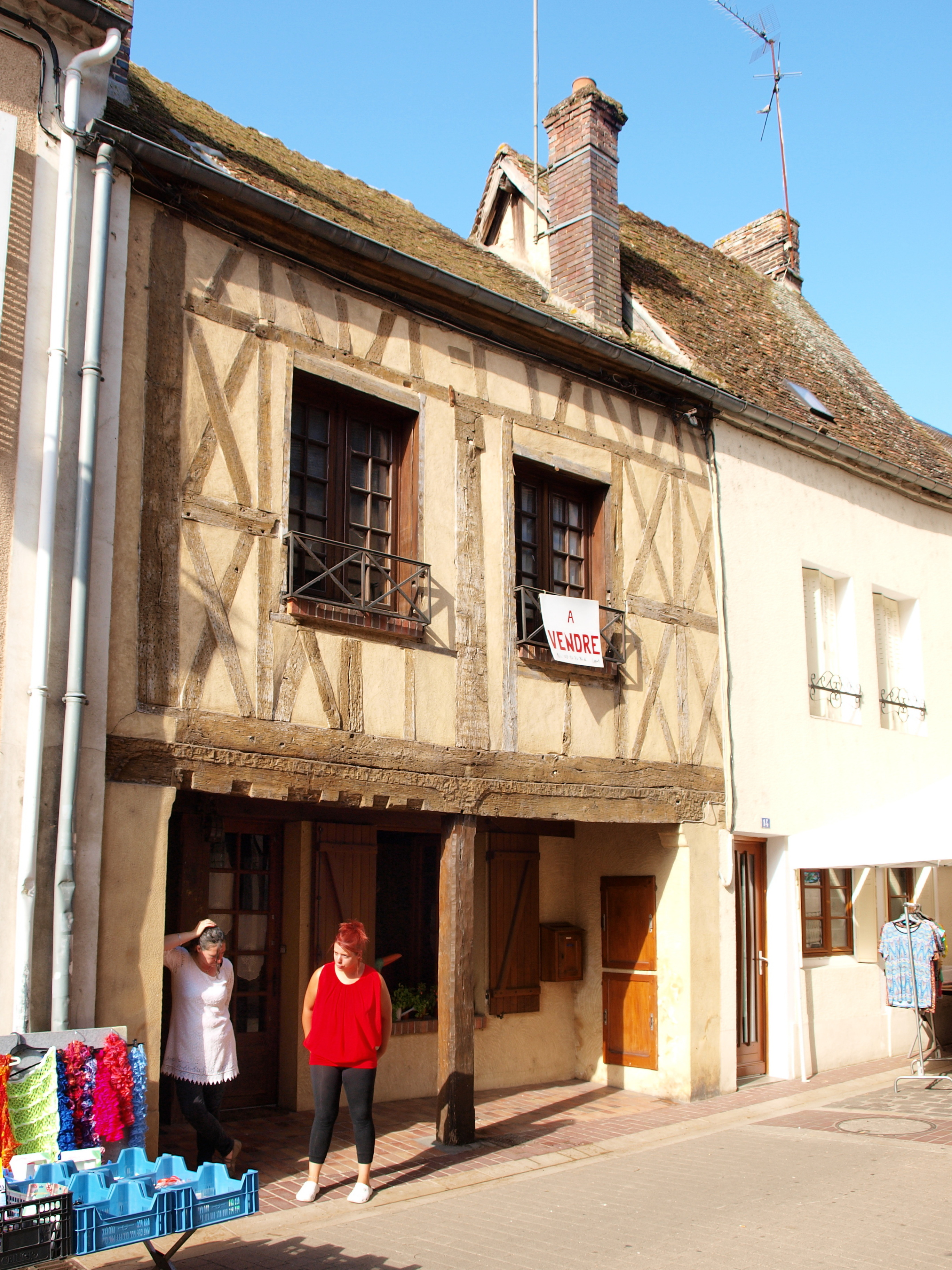
Maison à colombages
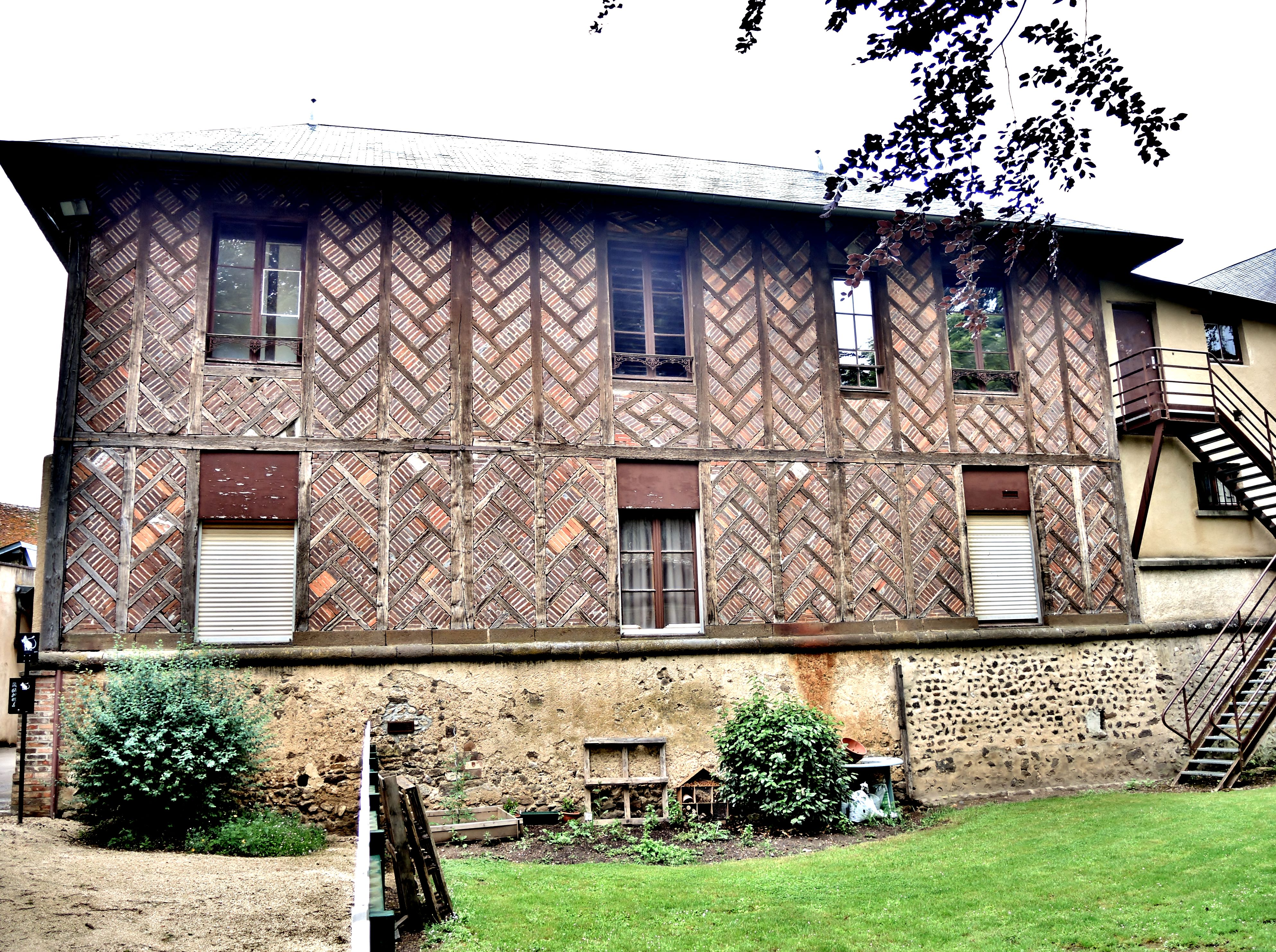
Maison à colombages

Autres
- Le cimetière de Saint-Fargeau.
- Lac-réservoir du Bourdon[26], et ses jardins à l'extrémité nord-ouest derrière la digue.

Au lac du Bourdon
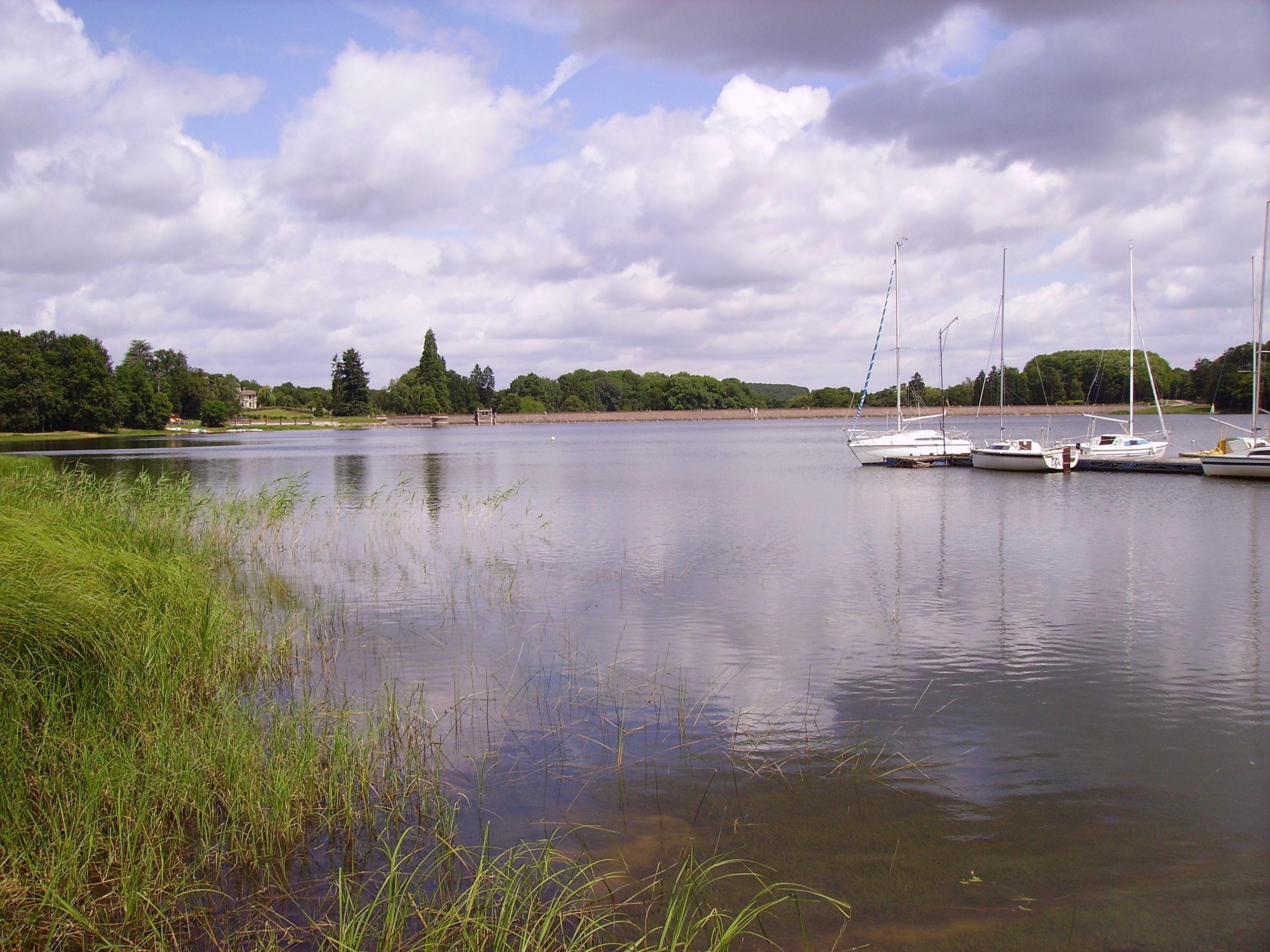
Lac du Bourdon
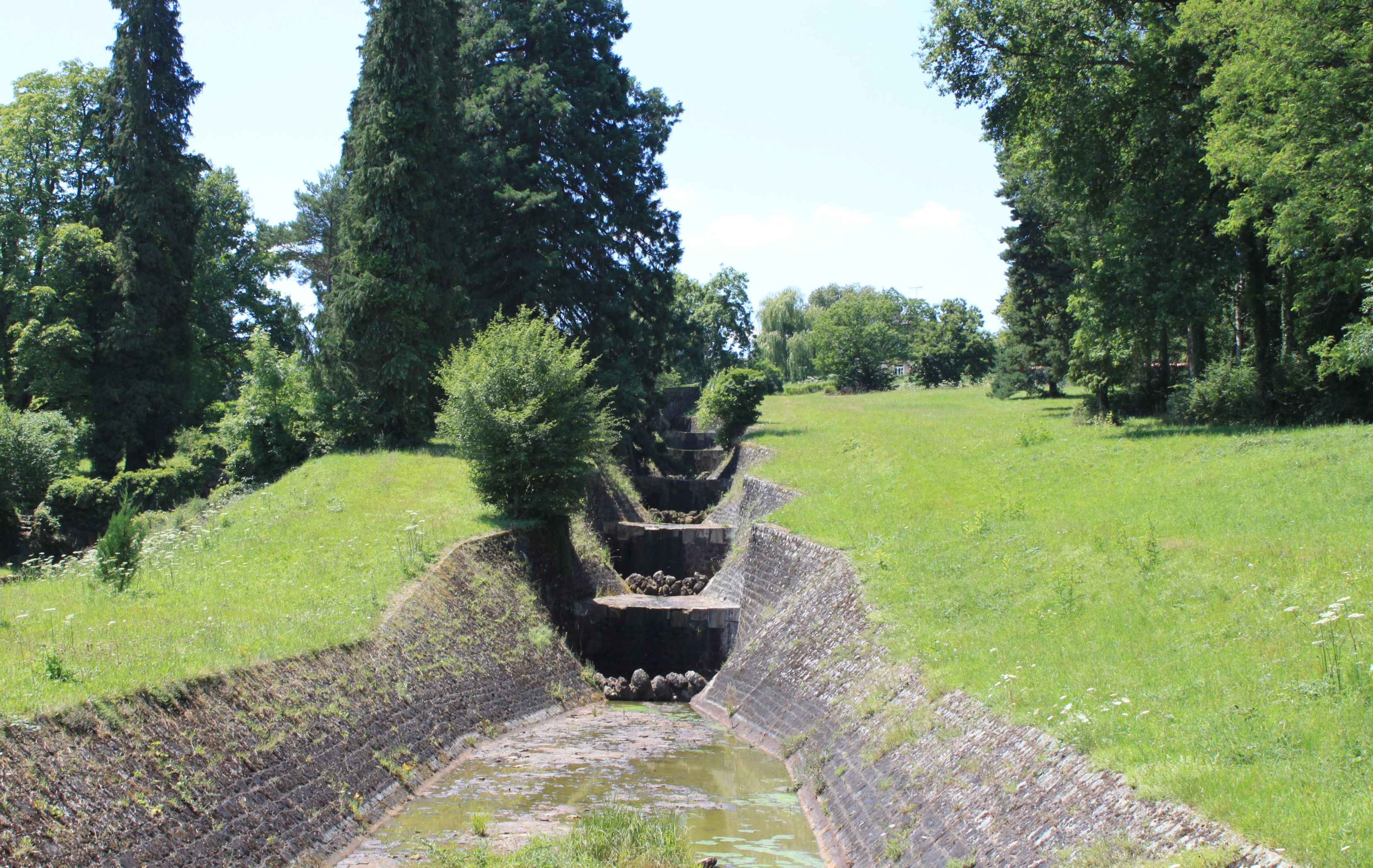
Les jardins du lac du Bourdon

### Personnalités liées à la commune
- Étienne Barbazan (1696-1770), érudit français, né à Saint-Fargeau.
- Louis-Michel Lepeletier de Saint-Fargeau (1760-1793), homme politique et juriste français. Il est également l'un des rares députés de la noblesse ayant exprimé son soutien envers les révolutionnaires, pendant la Révolution de 1789, ce qui lui vaudra d'être le tout premier président du Conseil général de l'Yonne, lors de la création des départements, en 1790. Il a en particulier promu un plan d'éducation nationale, ébauche d'une politique de l'école.
- Michel Regnaud de Saint-Jean d'Angély (1760-1819), homme politique, avocat et journaliste, député aux États généraux, conseiller et ministre d'État sous l'Empire, comte d'Empire, membre de l'Académie française, né à Saint-Fargeau.
- Mathieu Delabassée (1764-1830), général des armées de la République et de l'Empire, né à Saint-Fargeau.
- Alexandre Claude Martin Lebaillif (1764-1831), scientifique, né à Saint-Fargeau.
- Eusèbe Girault de Saint-Fargeau (1791-1855), homme de lettres, né à Saint-Fargeau.
- Louis Frémy (1805-1891), homme politique français, né à Saint-Fargeau.
- Amédée Beaujean (1821-1888), lexicographe, né à Saint-Fargeau.
- Alphonse Péron (1834-1908), paléontologue français, de son nom complet Pierre Alphonse Péron, né à Saint-Fargeau.
- Albert Grodet (1853-1933), administrateur colonial, né à Saint-Fargeau.
- Georges-Joseph Toutée (1855-1927), général de brigade, chef de cabinet du ministre de la Guerre, explorateur de l'Afrique occidentale, à l'origine de l'enclave de Badjibo sur le Niger, né à Saint-Fargeau.
- Edgar Bérillon (1859-1948), médecin et psychiatre, né à Saint-Fargeau.
- Georges Demetz (1865-1942), général de division, né à Saint-Fargeau.
- Camille Voury (1887-1966), prêtre, curé doyen de Saint-Fargeau, résistant, déporté ; son nom a été donné au « passage du Chanoine-Voury ».
- Georges Varenne (1896-1942), syndicaliste, résistant, déporté, né à Saint-Fargeau.
- Robert Gall (1918-1990), parolier, père de la chanteuse France Gall, né à Saint-Fargeau.
- Jacques Piot (1925-1980), homme politique français, né à Saint-Fargeau.
- Jean d'Ormesson (1925-2017), académicien, a passé son enfance dans le château de Saint-Fargeau et a fait du château l'un des « personnages principaux » de son roman Au plaisir de Dieu.

### Héraldique
| Blason de Saint-Fargeau | Blason  | Écartelé: au 1er d'azur à trois fleurs de lys d'or au bâton de gueules péri en bande chargé en son chef d'un dauphin d'azur, au 2e d'azur à trois fleurs de lys d'or à la barre d'argent brochante et à la bordure cousue de gueules, au 3e de gueules au lion d'hermine couronné, armé et lampassé d'or, au 4e d'azur à la croix d'argent, les extrémités pattées, chargée en cœur d'un chevron de gueules, sur chaque traverse d'une molette de sable et en pointe d'une rose de gueules boutonnée d'argent ; sur le tout, un écusson en losange d'azur à trois fleurs de lys d'or au lambel d'argent. |
| Blason de Saint-Fargeau | Détails | Le statut officiel du blason reste à déterminer. |
| Blason de Saint-Fargeau | Alias   | Écartelé au 1er de gueules à trois pals de vair, au chef d’or chargé de quatre merlettes de gueules au 2e d’argent au chef de gueules au 3e d’azur à la fasce d’argent chargée de trois cœurs de gueules chacun surmonté d’une coquille d’or au 4e de gueules semé de fleurs de lys d’or, à la croix ancrée et alésée d’argent brochante et chargée en cœur d’un chevron du champ et à la bordure componée d’argent et de gueules. |

## Pour approfondir